# Gillian Flynn
Gillian Flynn, född 24 februari 1971 i Kansas City, Missouri,  är en amerikansk författare som har skrivit fyra böcker och arbetat för Entertainment Weekly.
Flynn är uppvuxen i Kansas City i Missouri och studerade vid University of Kansas. Hon tog examen vid Northwestern University. Flynn är gift med advokaten Brett Nolan och de har två barn tillsammans.